# Poecilopsis fusca
Poecilopsis fusca är en fjärilsart som beskrevs av Harrison. Poecilopsis fusca ingår i släktet Poecilopsis och familjen mätare. Inga underarter finns listade i Catalogue of Life.